# Калмичанка
Калмича́нка — гідрологічна пам'ятка природи місцевого значення, розташована на території села Калмиківка, Міловського району. Площа 0,1 га.
Джерело з питною водою, розташоване на правому березі р. Комишної, в 700 м від русла. Не каптоване. Дебіт 3,3 л/сек. Водоносна порода — тріщинувата зона верхньої крейди.

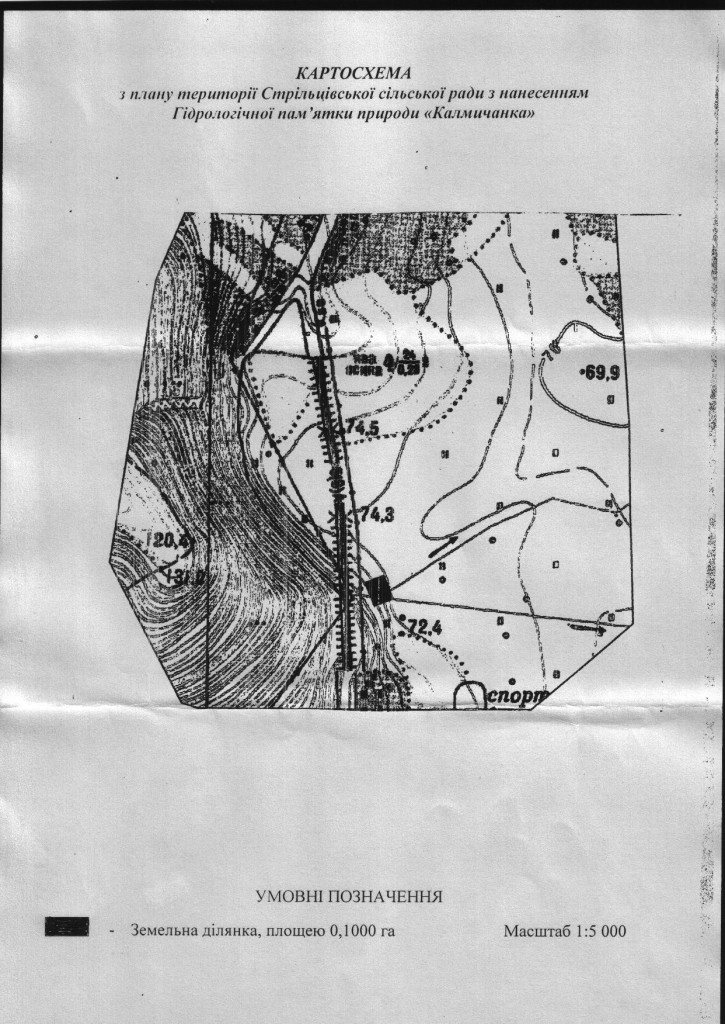
Калмичанка пам'ятка природа

Гідрологічна пам'ятка природи «Калмичанка» оголошена рішенням виконкому Луганської обласної ради № 8/7 від 29 вересня 1999 р.